# Silnice II/468
Silnice II/468 je silnice II. třídy, která vede z Třince do Českého Těšína. Je dlouhá 12,4 km. Prochází jedním krajem a dvěma okresy. V Českém Těšíně se jedná o bývalé úseky silnic I/11 a I/67.

## Historie
Jako silnice II/468 byly do celorepublikového přečíslování a revize kategorizace silnic v roce 1997 označovány dva nesouvislé úseky silnic: Třinec - Český Těšín - Karviná - Bohumín (včetně většiny dnešní silnice II/468) a Píšť - Chuchelná - Třebom na Hlučínsku (dnešní II/466 a II/467). Úsek Český Těšín - Karviná - Bohumín byl v roce 1997 povýšen na silnici první třídy a přeznačen na I/67.

## Vedení silnice

### Moravskoslezský kraj, okres Frýdek-Místek
- Lyžbice (křiž. I/11, III/4683)
- Staré Město (křiž. II/476, peáž s II/476)

### Moravskoslezský kraj, okres Karviná
- Český Těšín (křiž. I/11, I/48, I/67, II/648, III/01139, III/4684, III/04822, peáž s I/11)